# Верх-Юс
Верх-Юс (Верхній Юс; рос. Верх-Юс, Верхний Юс) — присілок у складі Сюмсинського району Удмуртії, Росія.
Населення — 56 осіб (2010; 119 в 2002).
Національний склад (2002):
- удмурти — 57 %
- росіяни — 43 %

## Урбаноніми[3]
- вулиці — Нова, Польова, Удмуртська, Центральна